# 菲尔索夫陨击坑
菲尔索夫陨击坑（Firsoff）是位于火星欧克西亚沼区子午线高原中的一座撞击坑，它的中心坐标为北纬2.66度，西经9.42度，直径90公里，其名称取自英国天文学家瓦尔德马尔·阿克塞尔·菲尔索夫（Valdemar Axel Firsoff），2010年被正式接受。
菲尔索夫陨击坑的部分区域显示出很多的岩层结构，该地区其他一些陨坑也是如此。火星上许多地方都有分层叠压的岩石。岩石可以通过多种方式形成岩层，火山、风或水都会形成岩层。很多证据表明，其中至少一些在火星上看到的地层，尤其是菲尔索夫陨击坑中的，是与地下水有关。
陨石坑中有一些土墩，可能是由泉水形成，它们有时在坑顶会显示角砾岩，一些土墩沿笔直的断层分布。土墩的成分和形状，表明水从土墩中流出，然后沉淀为矿物质。在《火星沉积地质学》中，可以找到对许多火星分层实例的详细讨论。
在2014年5月的一次研讨会议上，菲尔索夫陨击坑被选为2020火星车预期探索的26个地点之一。陨击坑中的一些岩层含有硫酸盐，而这些硫酸盐很有可能保存了生命的痕迹。该探测器车将寻找生命迹象并收集样本，以便在下一次任务中带回地球。显微镜将寻找细胞和其他生命迹象，它还将测试一种从火星二氧化碳大气层中提取氧气的装置。这是未来人类所需要的技术。

## 图集

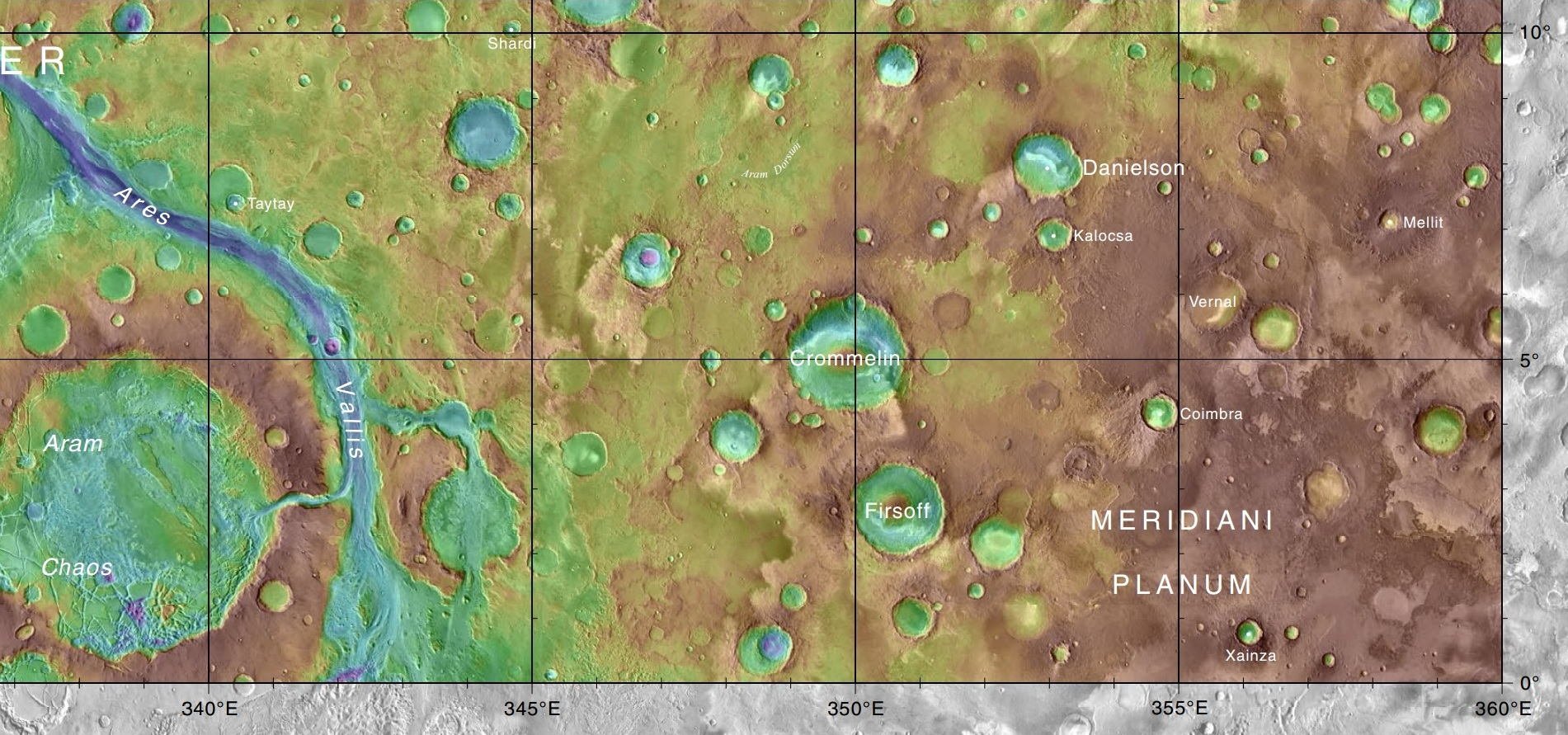
火星轨道器激光高度计（MOLA）地图显示了菲尔索夫陨击坑和附近的其他陨坑，颜色表示海拔高度。
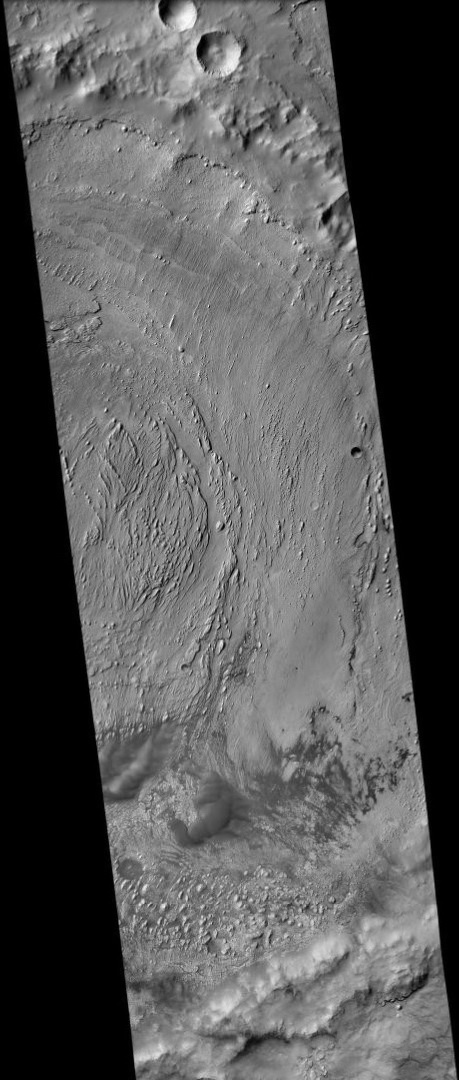
菲尔索夫陨击坑，火星勘测轨道飞行器背景摄像机拍摄。
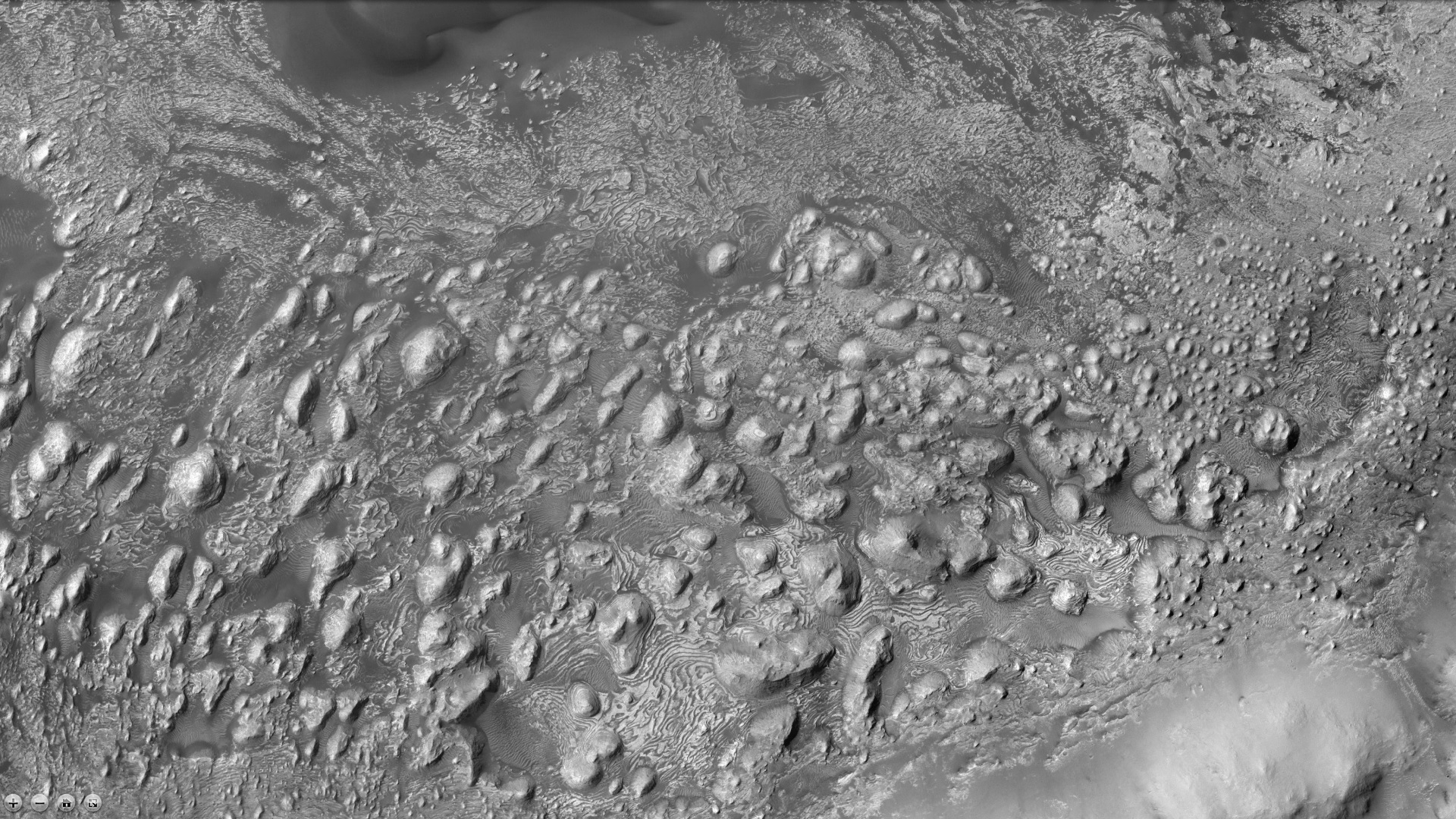
菲尔索夫陨击坑南部特写，火星勘测轨道飞行器背景摄像机显示了所看到的岩层。注：这是前一幅菲尔索夫陨击坑图像的放大版。
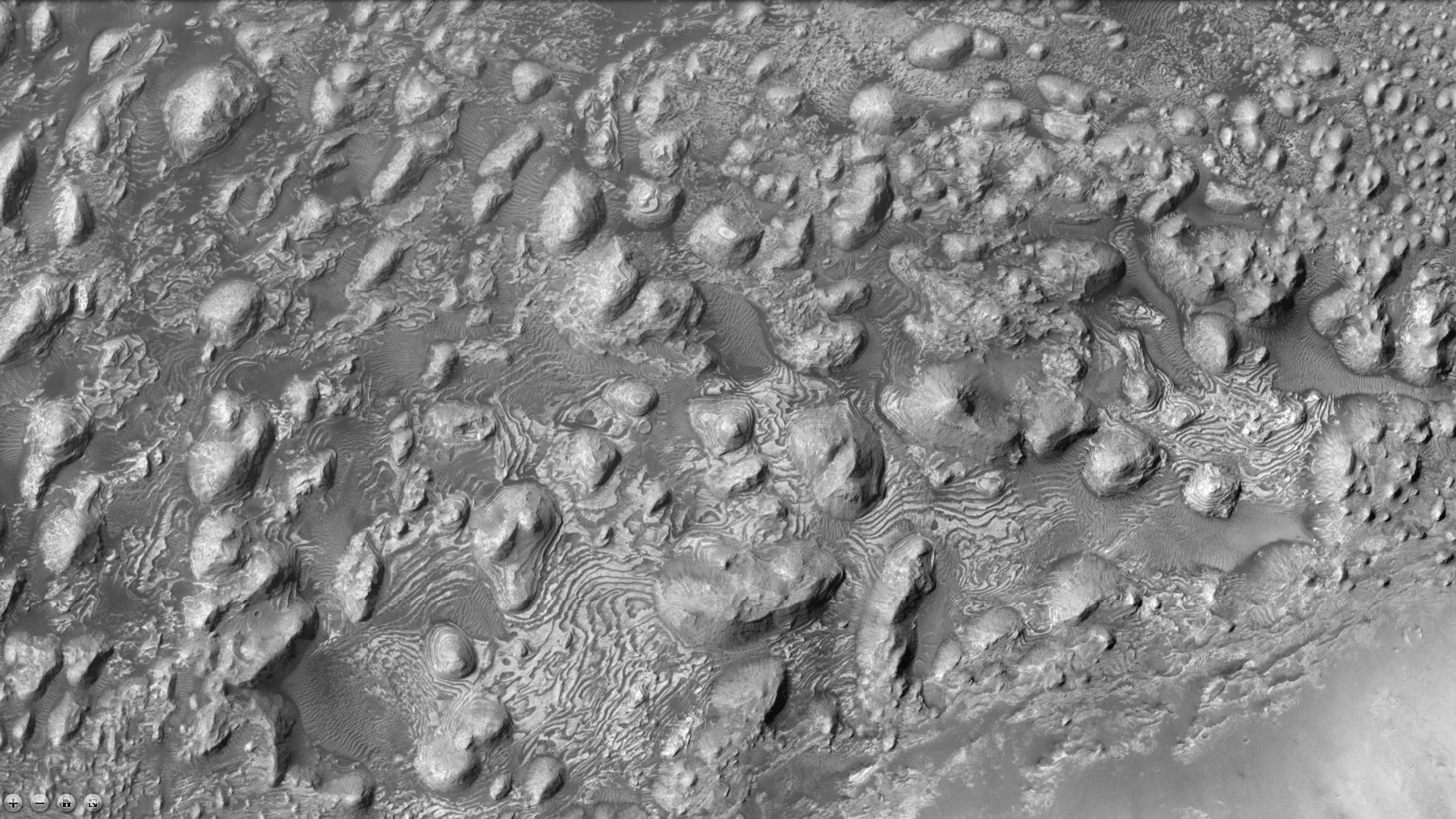
火星勘测轨道飞行器背景摄像机观察到的菲尔索夫陨击坑南部近景图，注：这是前一幅菲尔索夫陨击坑图像的放大版。
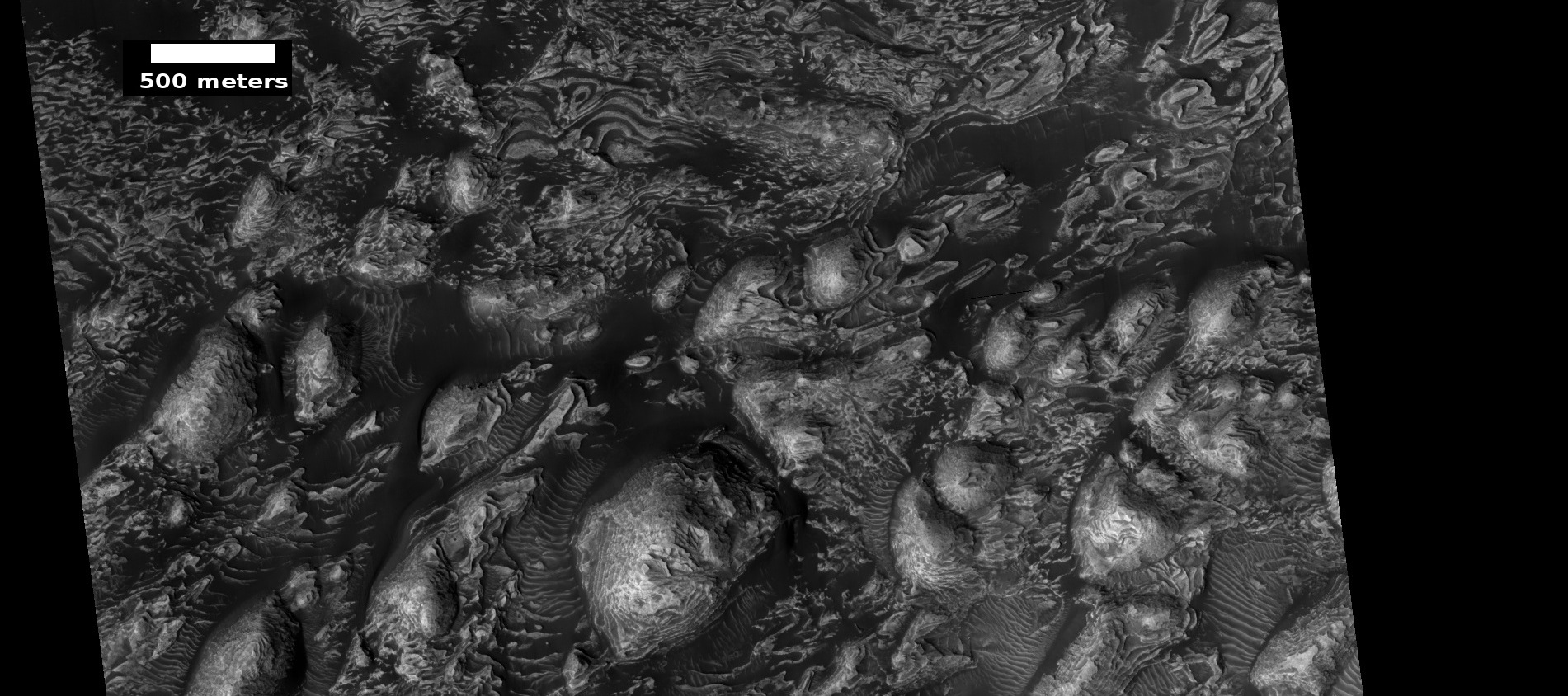
HiWish计划下高分辨率成像科学设备看到的菲尔索夫陨击坑中的岩层，注：该图像区可在前面菲尔索夫陨击坑中的岩层照片中找到，如火星勘测轨道飞行器背景摄像机所拍摄的。
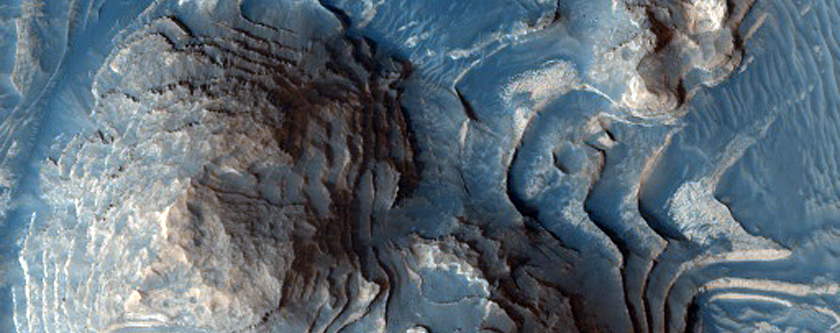
高分辨率成像科学设备看到的菲尔索夫陨击坑中的岩层，：这是之前菲尔索夫陨击坑图像的放大版
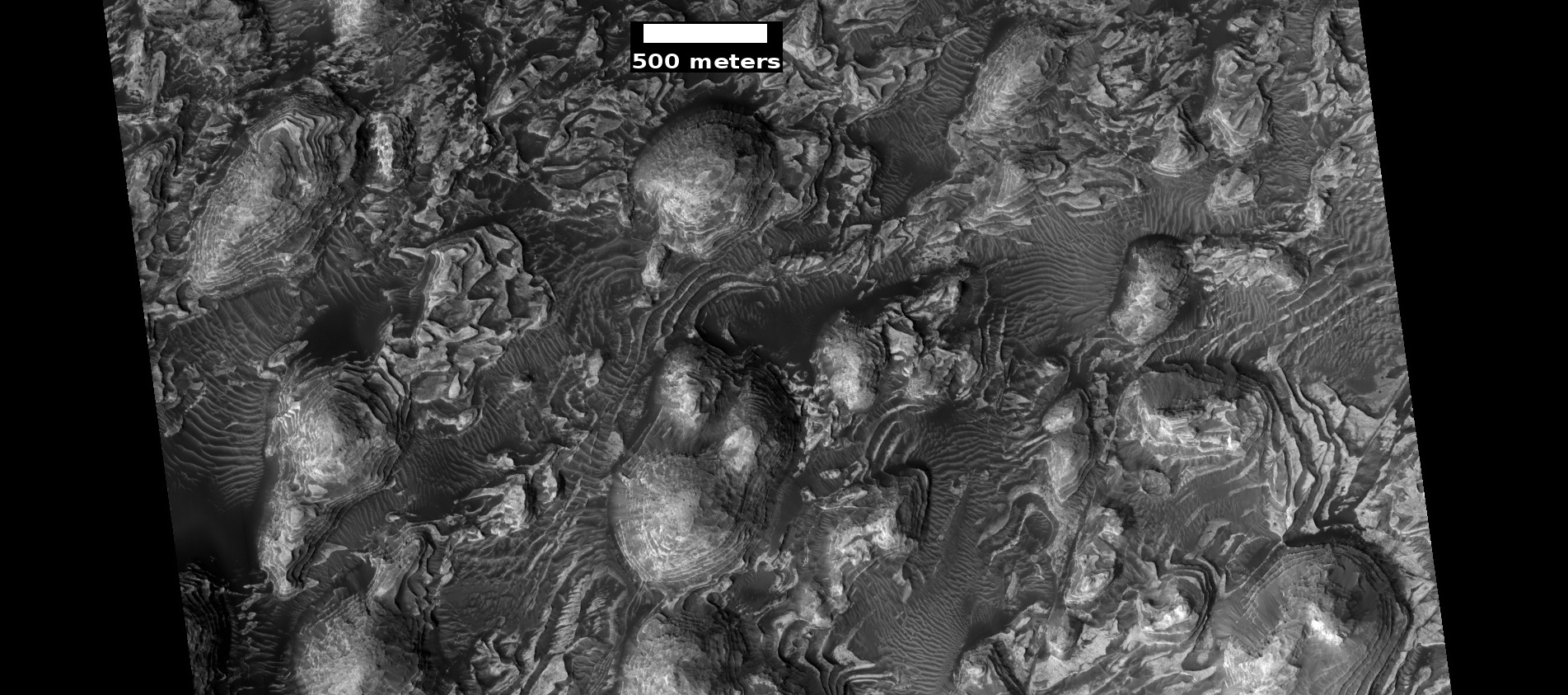
高分辨率成像科学设备所看到前几幅图像中的顶部，黑色部分为玄武岩砂。
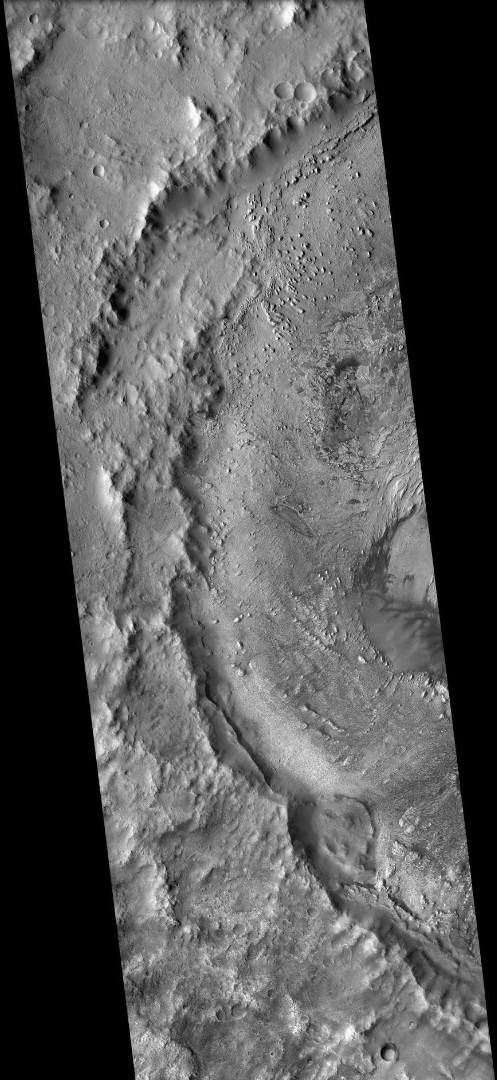
火星勘测轨道飞行器背景摄像机看到的菲尔索夫陨击坑西侧地表上的岩层，注：这是前面菲尔索夫陨击坑西侧图像的放大版。
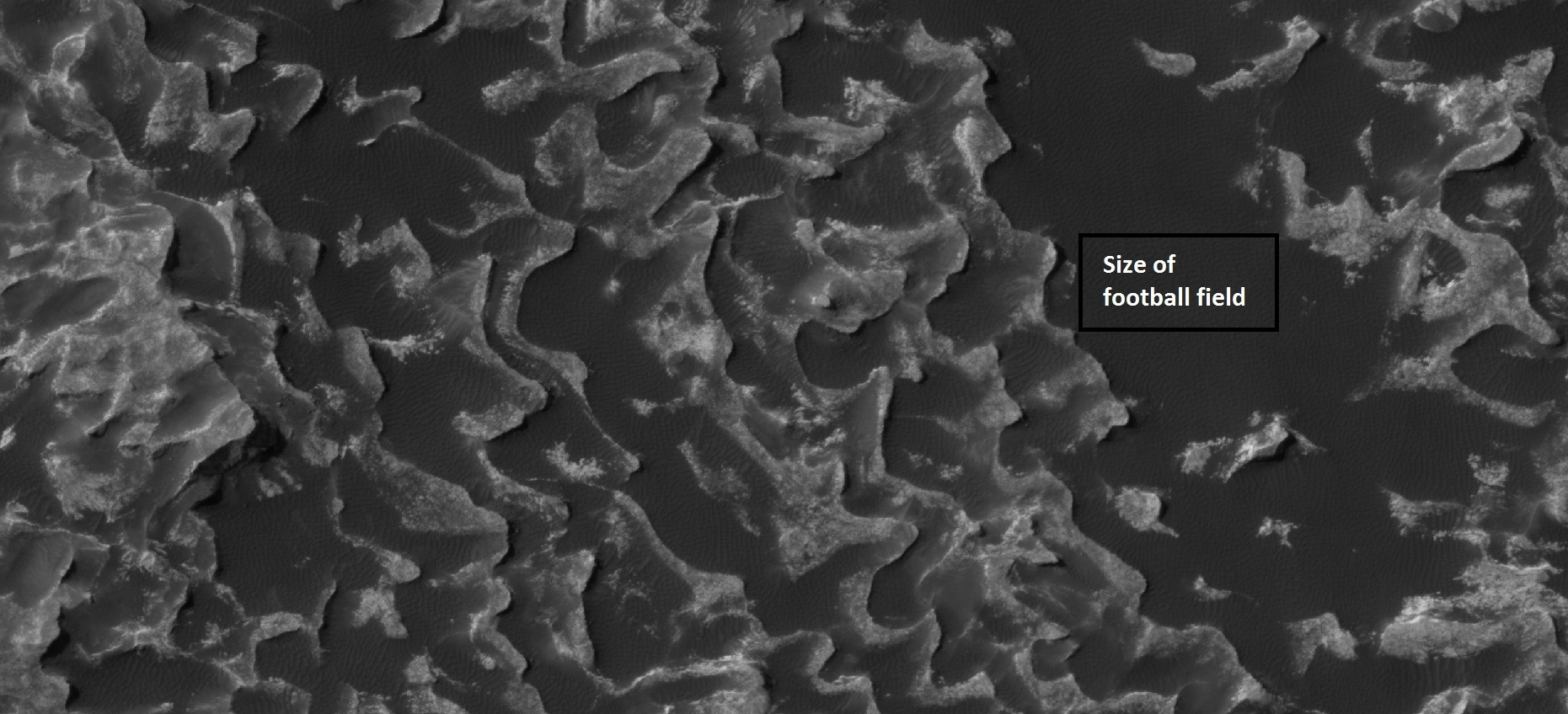
HiWish计划下高分辨率成像科学设备看到的菲尔索夫陨击坑中的岩层，方框显示尺寸为足球场大小。
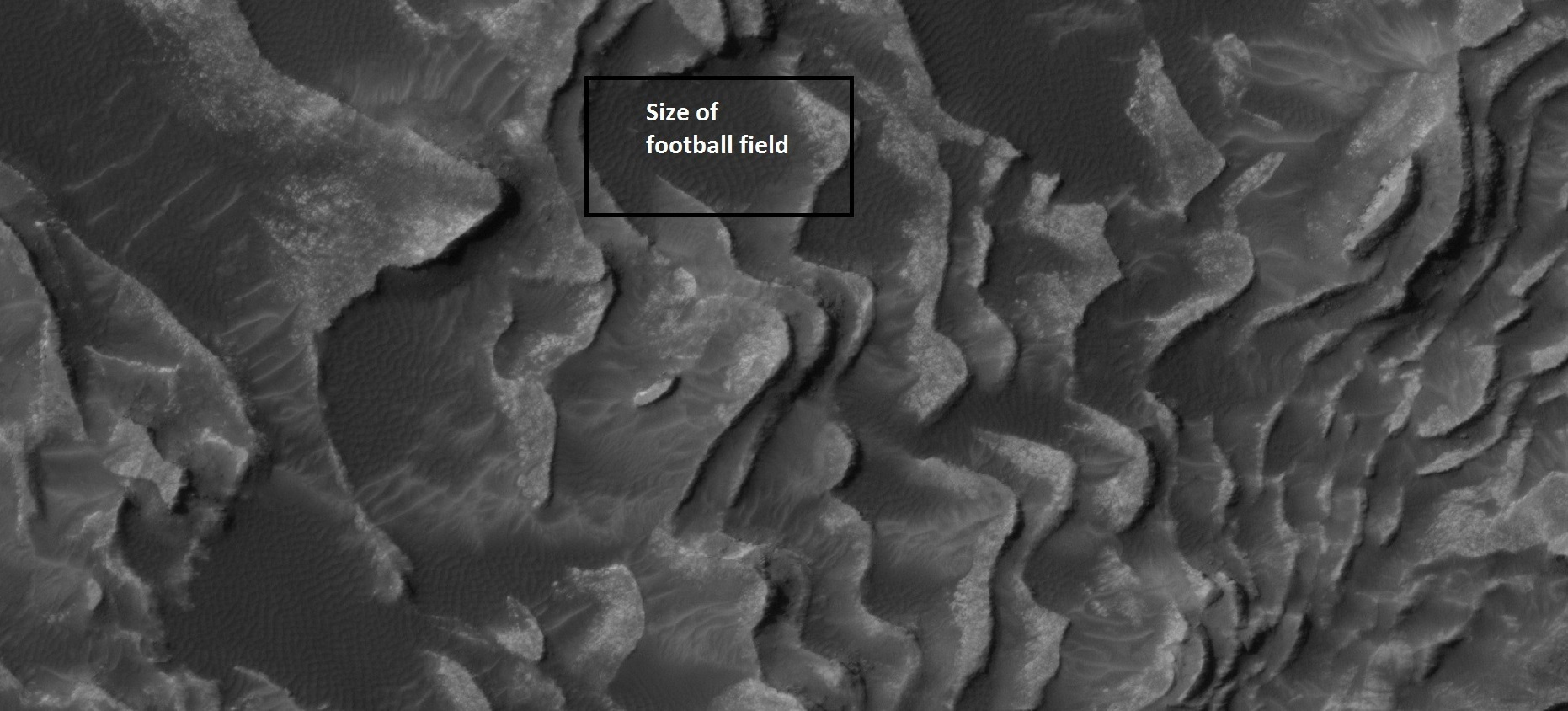
HiWish计划下高分辨率成像科学设备拍摄的菲尔索夫陨击坑中的岩层特写，方框显示尺寸为足球场大小。
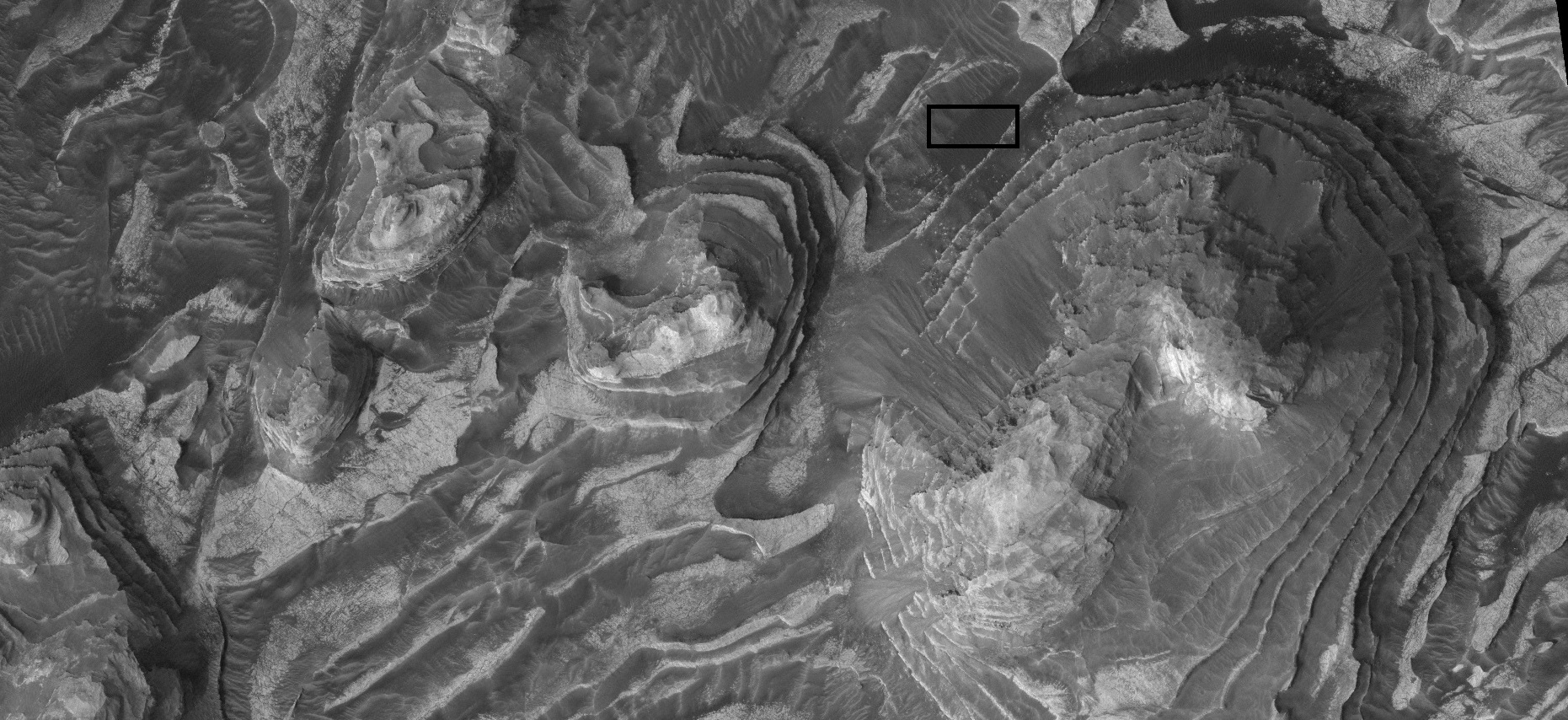
菲尔索夫陨击坑中的岩层，附带有显示足球场大小区域的方框，由HiWish计划下高分辨率成像科学设备拍摄。
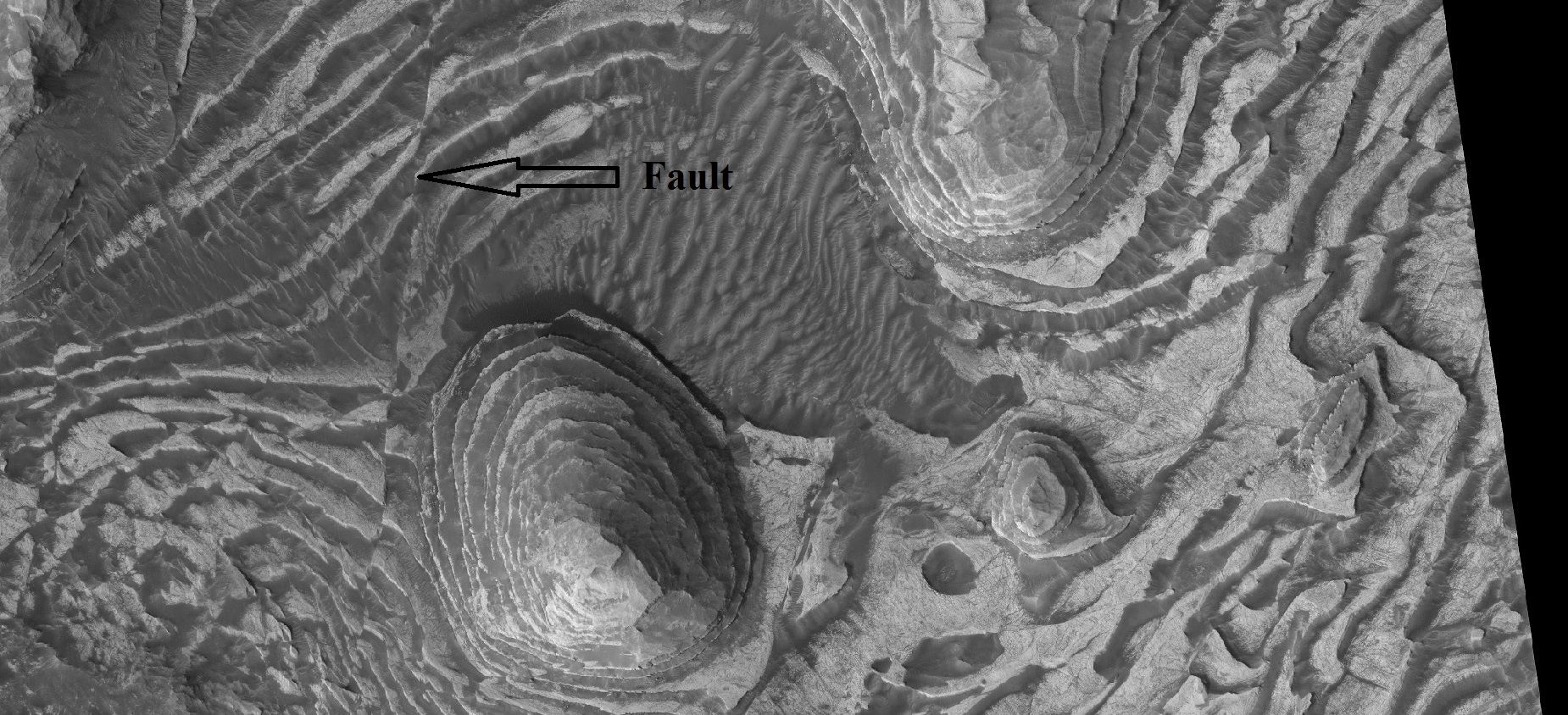
HiWish计划下高分辨率成像科学设备所看到的菲尔索夫陨击坑中的岩层和断层，箭头显示了一处较大的断层，但图中还有其他一些较小的断层。
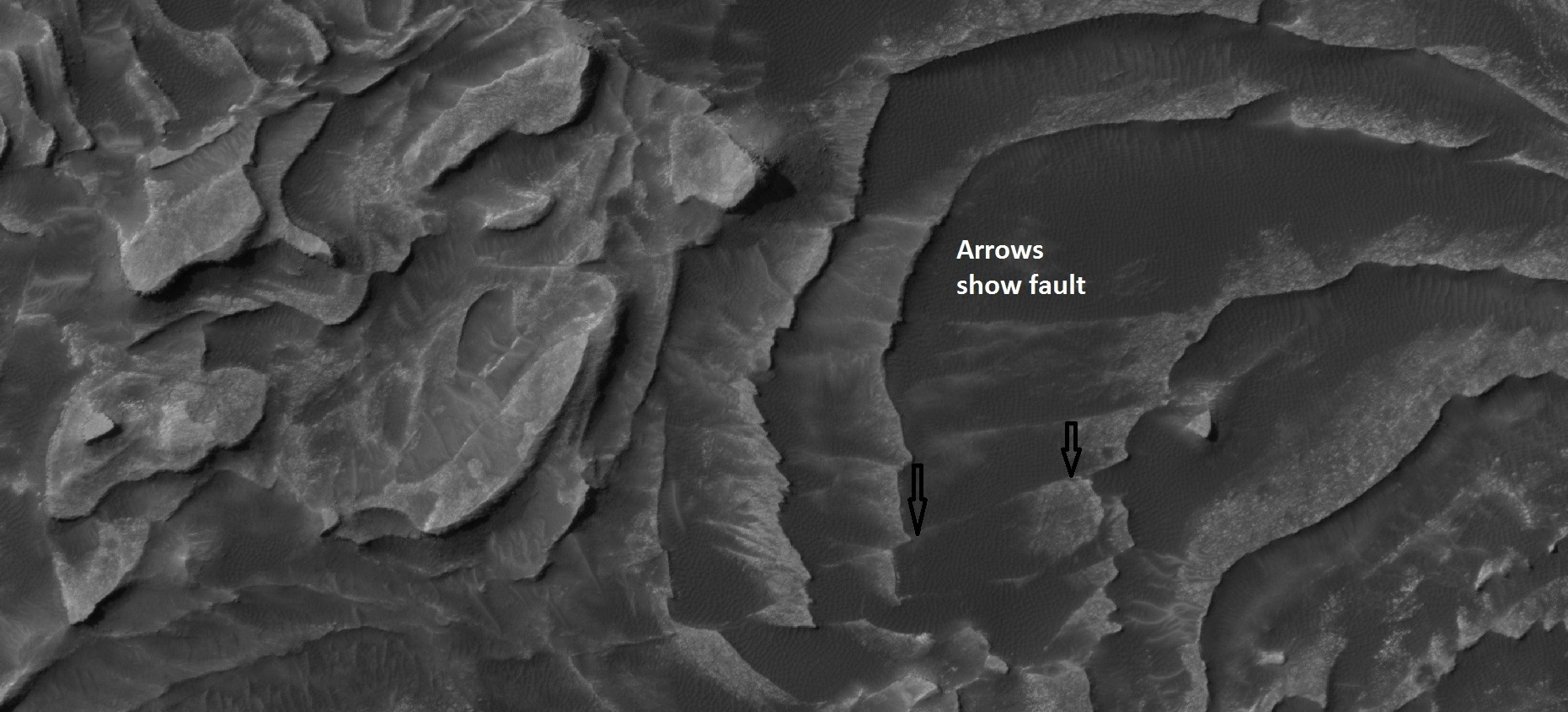
HiWish计划下高分辨率成像科学设备所看到的菲尔索夫陨击坑中的岩层和断层。
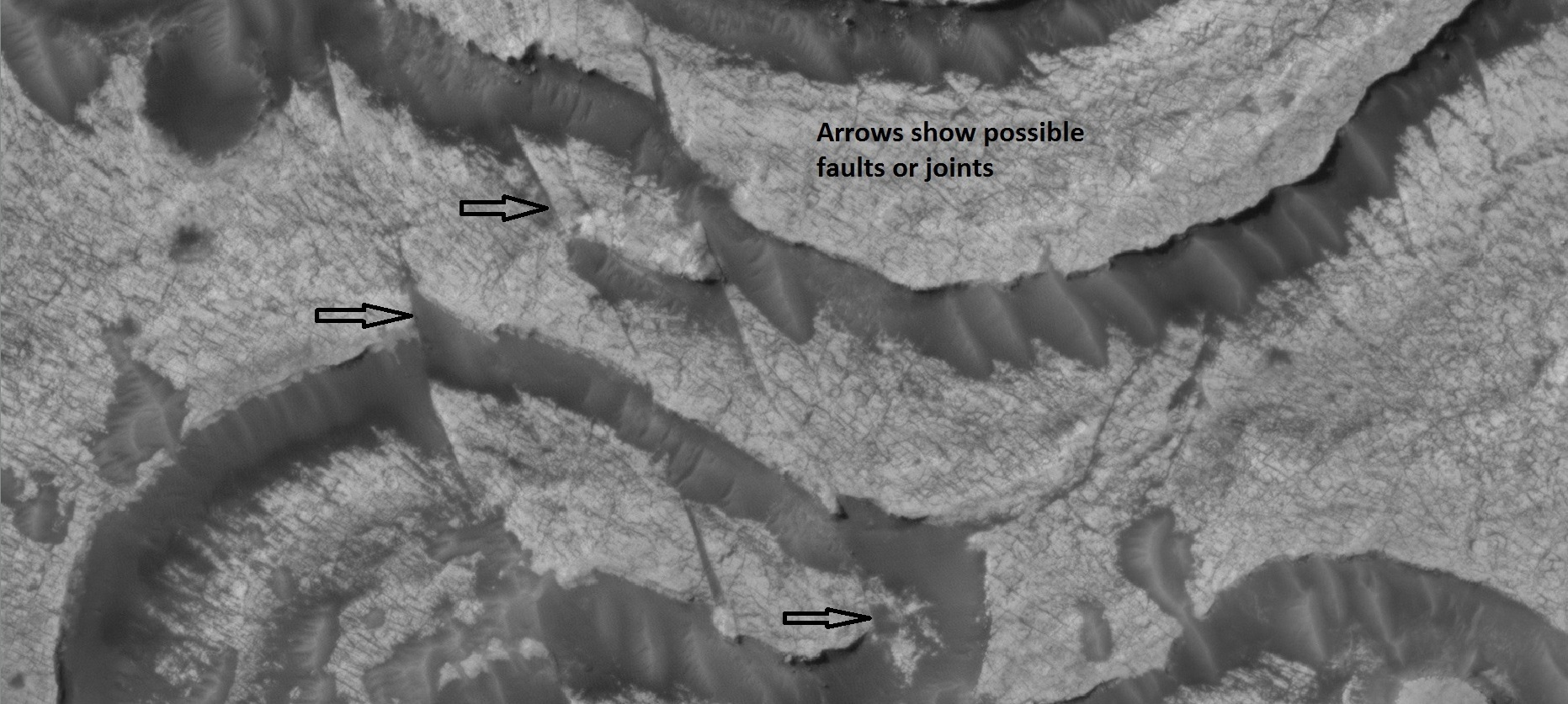
HiWish计划下高分辨率成像科学设备所看到的菲尔索夫陨击坑中的岩层和断层，箭头显示了断层的位置。
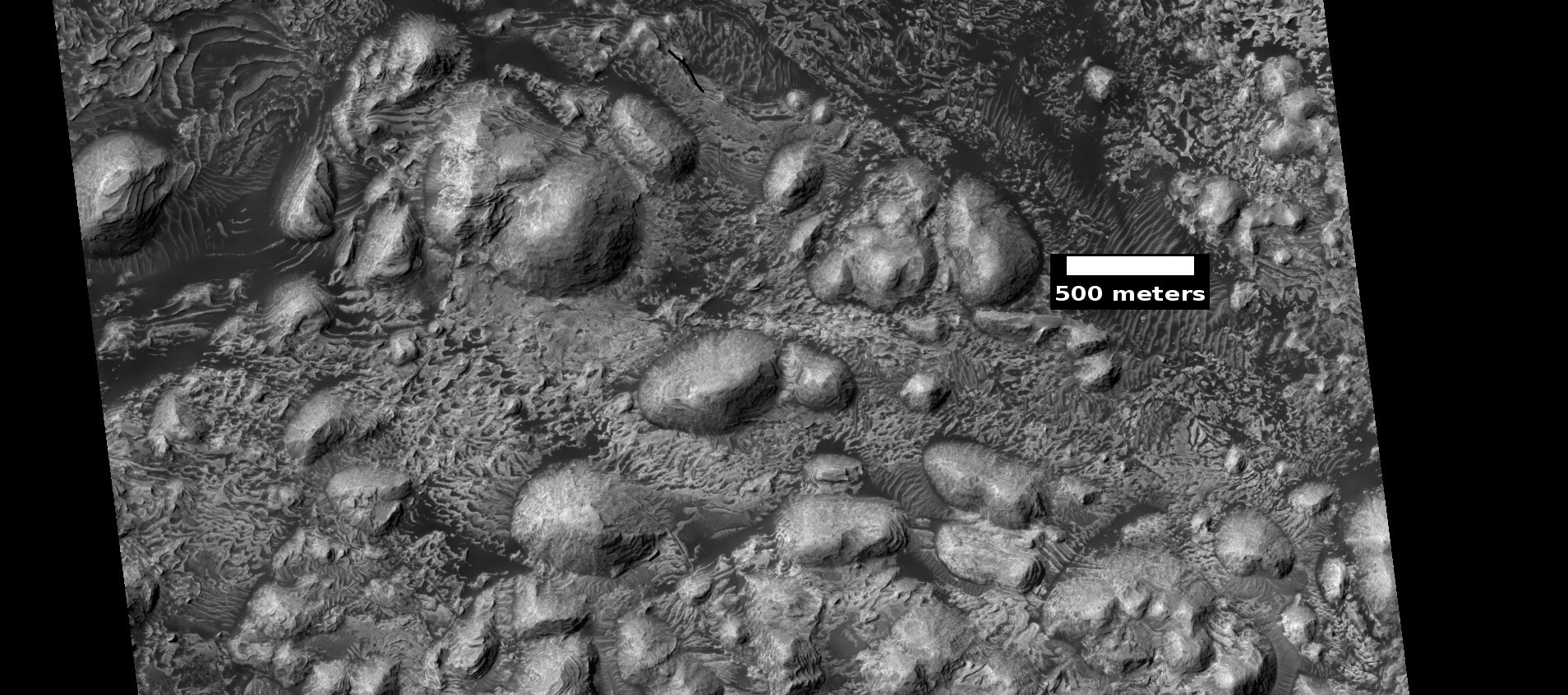
HiWish计划下高分辨率成像科学设备看所到的菲尔索夫陨击坑中的岩层。
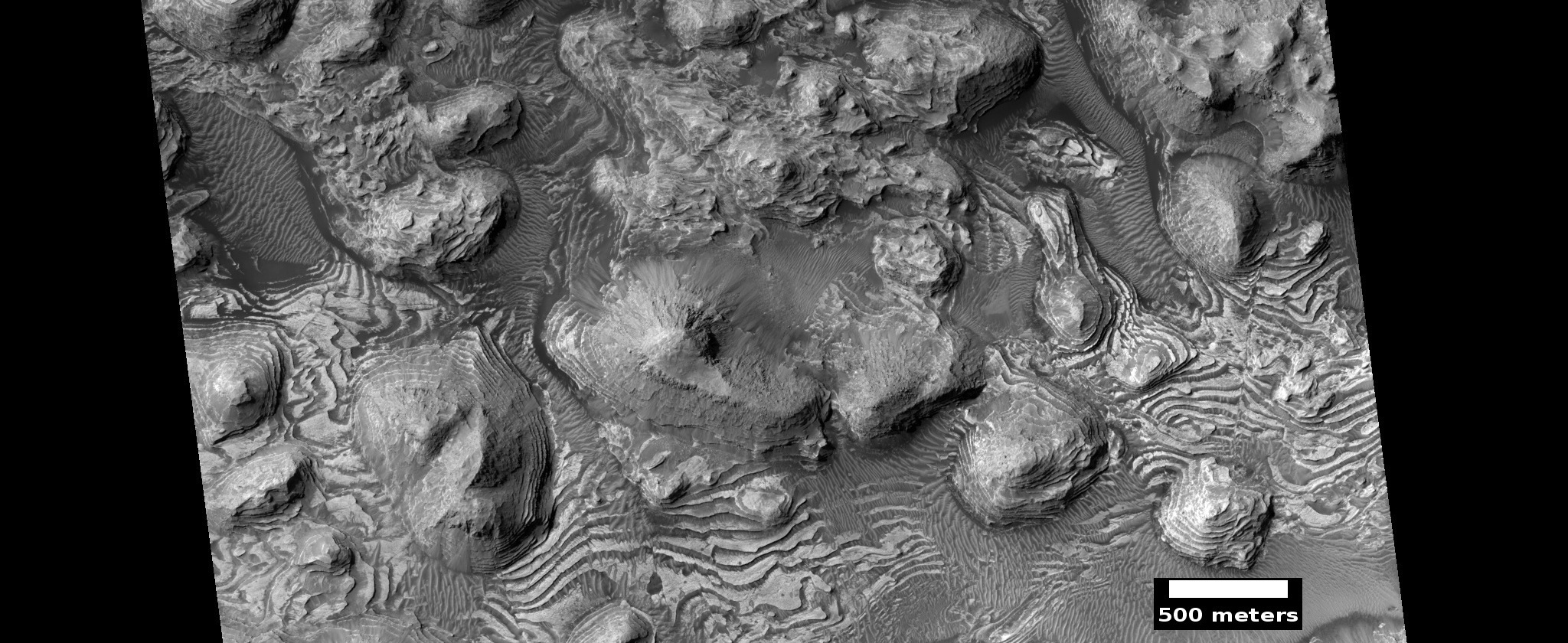
HiWish计划下高分辨率成像科学设备显示的菲尔索夫陨击坑岩层全景图。

## 另请参阅
- 火星气候
- 火星地质
- 火星的地下水
- 撞击坑
- 撞击事件
- 火星生命
- 火星撞击坑
- 火星矿石资源
- 行星体系命名法
- 火星水文

## 延伸阅读
- Grotzinger, J. and R. Milliken (eds.).  2012.  Sedimentary Geology of Mars.  SEPM.